# Joesi Prokopetz
Josef Prokopetz, detto Joesi (Vienna, 13 marzo 1952), è un cantante, paroliere e cabarettista austriaco.

## Biografia
Joesi Prokopetz si è fatto conoscere appena diciannovenne nel 1971 scrivendo il testo di Da Hofa, il primo successo del cantante coetaneo Wolfgang Ambros, col quale ha lavorato anche in seguito. Attivo negli anni 70 soprattutto col cabaret, ha mostrato la sua vena umoristica anche nel radiodramma musicale Der Watzmann ruft, composto insieme a Manfred Tauchen.
Il suo esordio da cantante risale agli anni 80, decennio in cui ha anche collaborato con artisti musicali connazionali ma anche tedeschi, nel segno della NDW. Il suo 45 giri Sind Sie Single? è risultato il più venduto in Austria nel 1986.
Da diversi anni dirige un'agenzia di spettacolo, chiamata "Der Plan Prokopetz & Dr. Martschitsch GesmbH". 

## Vita privata
Si è sposato quattro volte. Ha tre figli.